# Schela Cladovei
Schela Cladovei (Canton) ist eine mesolithische und neolithische Fundstelle unmittelbar unterhalb des Eisernen Tores. Sie liegt in Drobeta Turnu Severin (Kreis Mehedinți, Rumänien) am linken Donauufer auf einer früh-holozänen Flussterrasse 6-8 m über dem ursprünglichen Flussniveau.

## Forschungsgeschichte
Erste Ausgrabungen fanden zwischen 1965 und 1991 unter Leitung von Vasile Boroneanț statt. Seit 1992 gräbt hier eine rumänisch-britische Arbeitsgruppe unter Leitung von Clive Bonsall (Universität Edinburgh) und (seit 2007) Adina Boroneanţ (Universität Bukarest). Die Siedlung ist durch die verstärkte Erosion seit dem Bau des Staudamms Eisernes Tor II bedroht, der sieben km flussaufwärts liegt, weshalb man 2002 eine Betonmauer anlegte. Diese ist allerdings bereits unterspült.

## Mesolithikum
Die Schichten des Spät-Mesolithikums datieren zwischen 7200 und 6300 v. Chr. (cal). Hier wurden über hundert Bestattungen gefunden. Zwischen 1991 und 1994 wurden 21 Bestattungen direkt am Rand der Terrasse gefunden, die alle ins späte Mesolithikum datieren. Es handelt sich vor allem um Strecker. Sie sind gewöhnlich Nordost-Südwest orientiert. Als Grabbeigaben fanden sich Ocker, Fischzähne und durchbohrte Süßwassermuscheln.
Die Bestatteten waren überwiegend gesund, hatten einen sehr robusten Knochenbau und waren sehr groß (Durchschnitt Männer 1,82 m, Frauen 1,65 m). Es fanden sich allerdings Anzeichen von Arthrose, und die Schneidezähne waren gewöhnlich stark abgenutzt. Anzeichen von Gewalt, wie Parierfrakturen, sind häufig, in zwei Skeletten fanden sich Pfeilspitzen, zwei weitere Pfeilspitzen lagen nahe bei Skeletten, hier kann es sich um Grabbeigaben oder Schussverletzungen von Weichteilen handeln. Isotopenuntersuchungen zeigen einen hohen Anteil von Fisch in der Nahrung an.
Zwischen der mesolithischen und der neolithischen Besiedlung liegt ein Hiatus, die stratigraphische Trennung der Schichten war aber durch Pedoturbantion und Bodenbildung schwierig.

## Starčevo-Criș
Die Überreste der Starčevo-Criș-Kultur liegen auf der Uferterrasse auf einer Strecke von fast einem Kilometer. Sie datieren nach 10 AMS-Daten in die Zeit zwischen 6000 und 5600 v. Chr. (cal). Damit ist die Siedlung vermutlich mehrphasig.
Die Keramik ist grob mit Spreu gemagert und schwarz auf rot bemalt, auch eine Verzierung mit Schlicker (Barbotine) und groben Ritzlinien kommt vor. Die schwarze Bemalung besteht aus einer Mangan-Verbindung. Die bemalte Keramik war oft poliert.

## Wirtschaftsweise
Die neolithische Ernährung beruhte auf einer Mischung von Ackerbau, Fischfang und dem Sammeln von Süßwassermuscheln und anderen wilden Ressourcen. Es wurden Knochen von Schafen, Ziegen, Kühen, Schweinen sowie Wildtierknochen, darunter Auerochse, Rothirsch, Reh und Wildschwein sowie Fischreste gefunden.
Eine Inhaltsanalyse der Keramik konnte Fett von Wiederkäuern und Nicht-Wiederkäuern nachweisen, Fischfett nur im Schnitt VI. Auch Reste von Milchfett wurden nachgewiesen.
Die Steingeräte bestehen vor allem aus lokalem Quarz, vereinzelte Obsidianfunde belegen weitreichende Handelskontakte nach Nordungarn (Carpathian I).

## Spätere Funde
Funde aus der Eisenzeit und dem Mittelalter sind spärlich.
Koordinaten: 44° 37′ 46″ N, 22° 36′ 0″ O